# یواس‌اس تام‌بیگ‌بی (ای‌اوجی-۱۱)
یواس‌اس تام‌بیگ‌بی (ای‌اوجی-۱۱) (به انگلیسی: USS Tombigbee (AOG-11)) یک کشتی است که طول آن ۳۱۰ فوت ۹ اینچ (۹۴٫۷۲ متر) می‌باشد. این کشتی در سال ۱۹۴۳ ساخته شد.